# Carex meyenii
Carex meyenii är en halvgräsart som beskrevs av Christian Gottfried Daniel Nees von Esenbeck. Carex meyenii ingår i släktet starrar, och familjen halvgräs.
Artens utbredningsområde är Hawaii. Inga underarter finns listade i Catalogue of Life.

## Bildgalleri

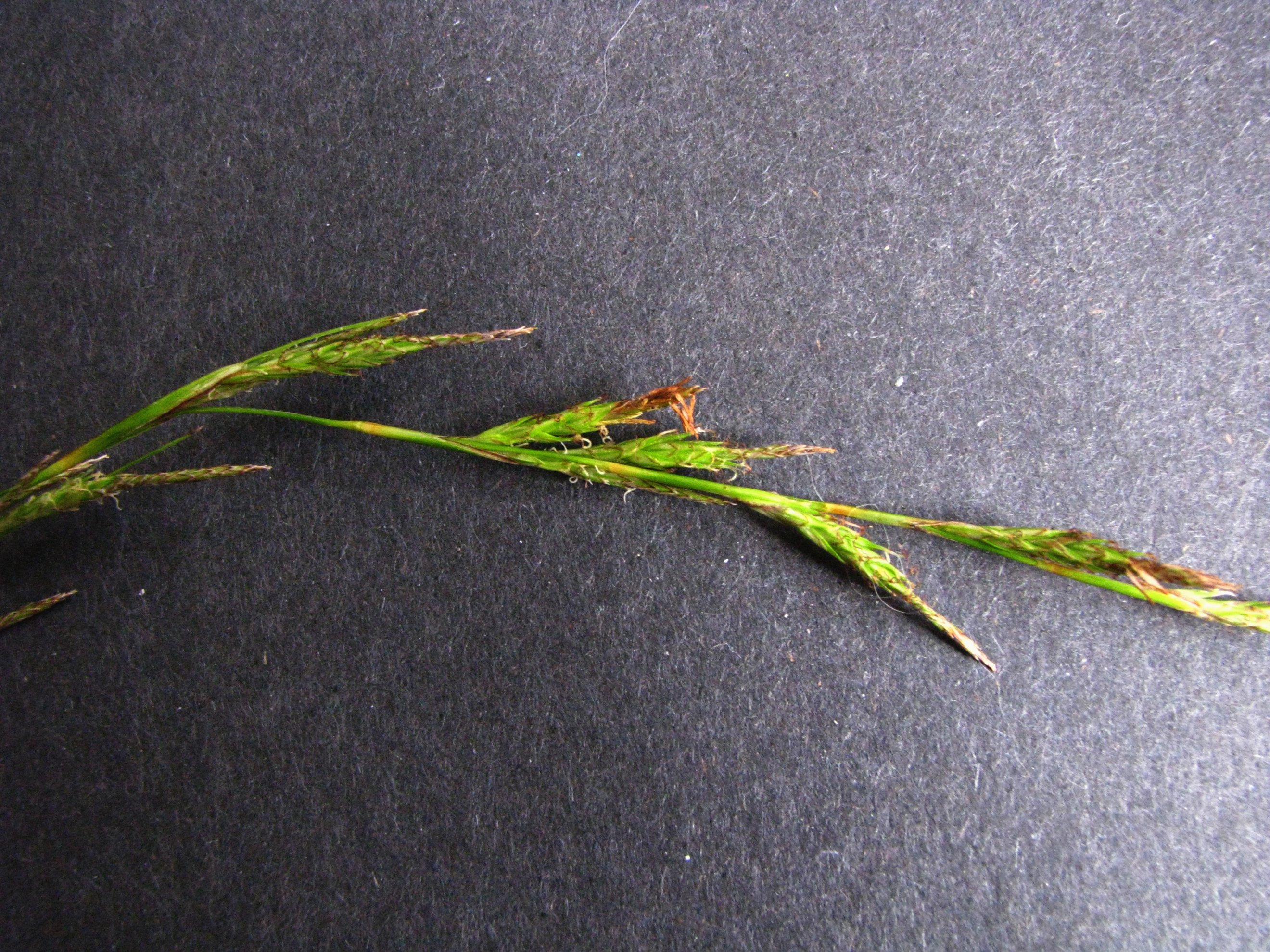
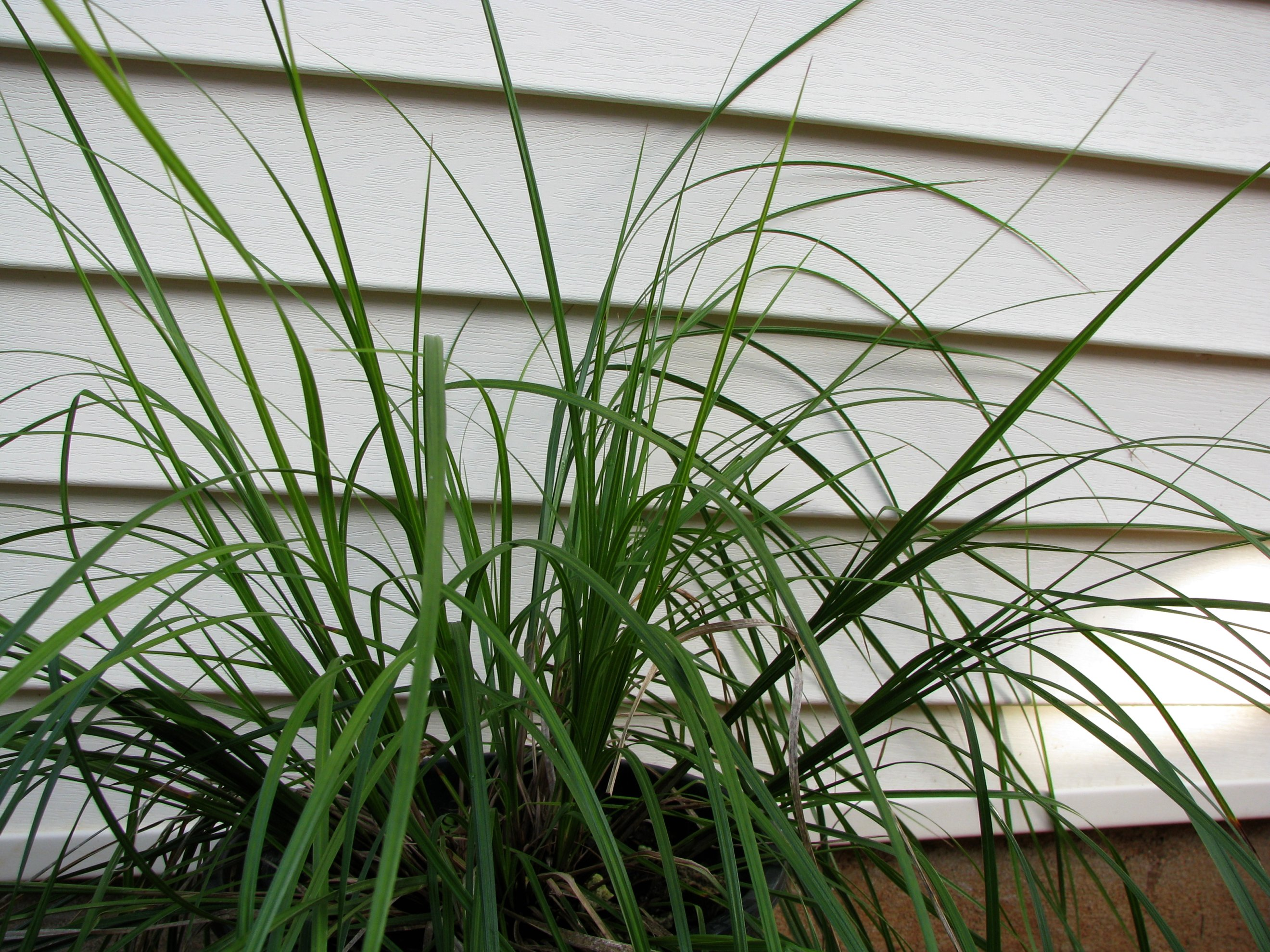
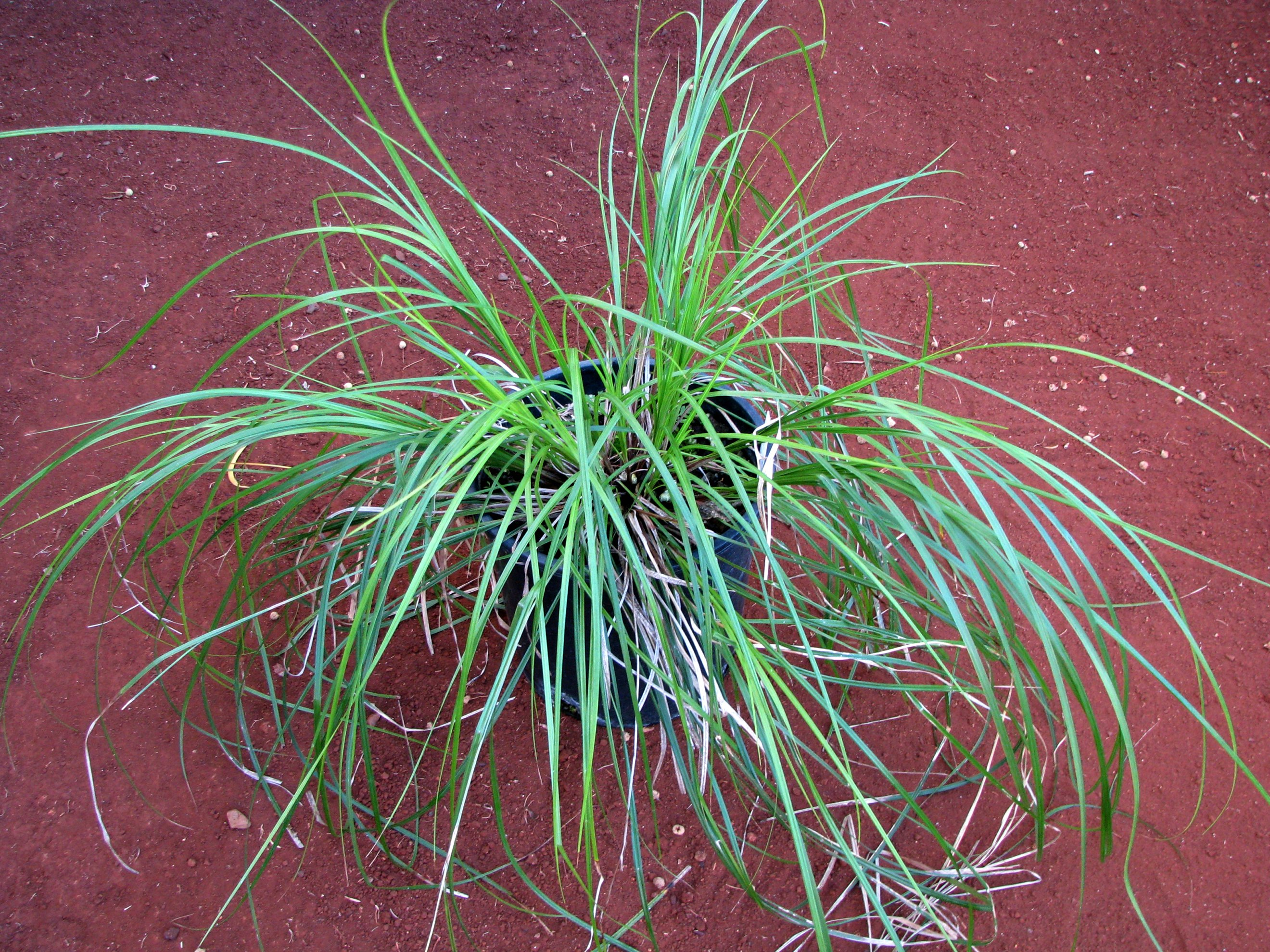
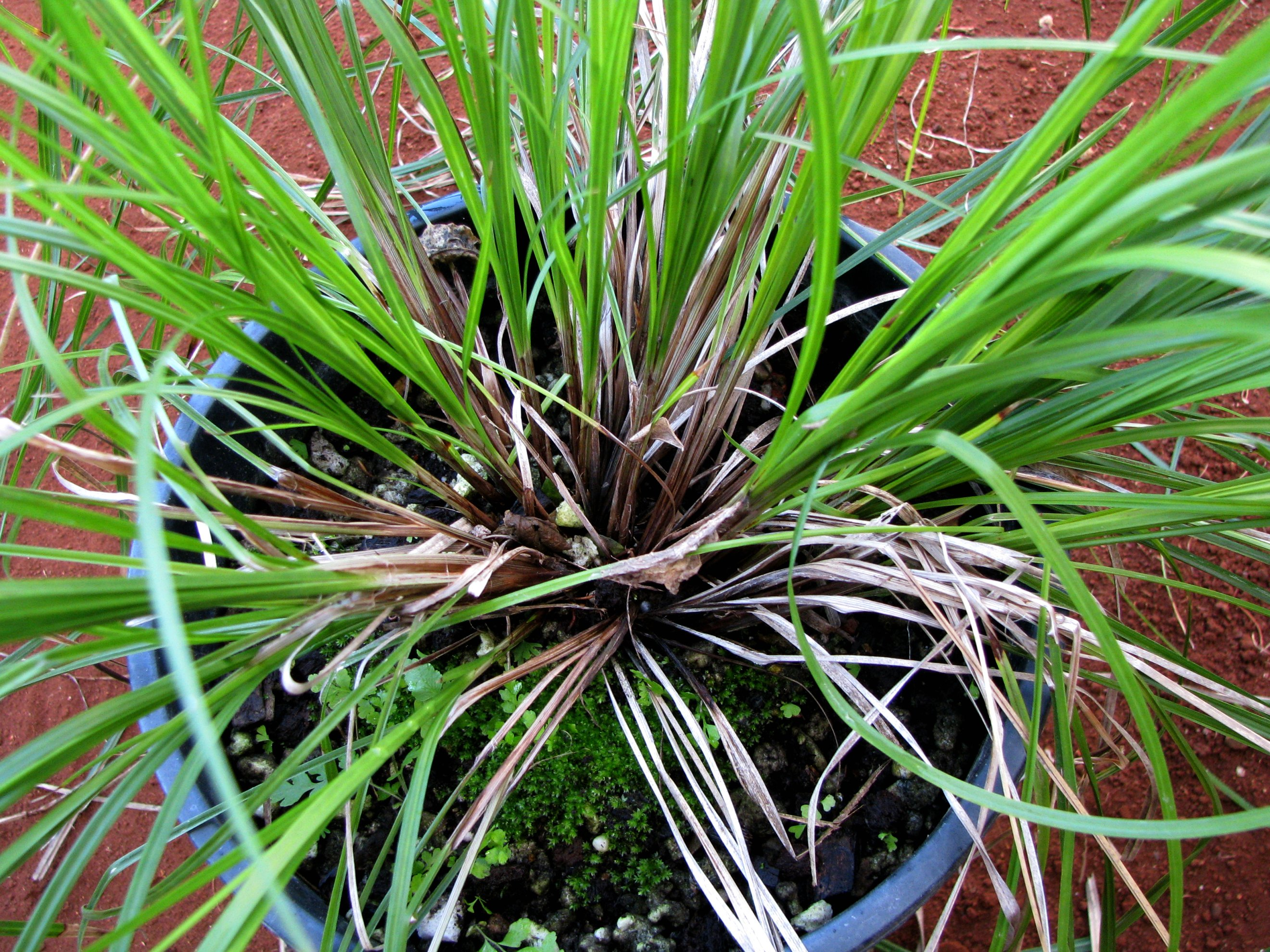